# Dasyatis chrysonota
Dasyatis chrysonota  (лат.) — вид рода хвостоколов из семейства хвостоко́ловых отряда хвостоколообразных надотряда скатов. Они обитают в тропических водах юго-восточной части Атлантического океана и в западной части Индийского океана. Встречаются на глубине до 100 м. Максимальная зарегистрированная ширина диска 75 см. Грудные плавники этих скатов срастаются с головой, образуя ромбовидный диск. Рыло вытянутое и заострённое. Хвост длиннее диска. Окраска дорсальной поверхности диска зелёного цвета с многочисленными, сливающимися друг с другом золотистыми пятнами. Подобно прочим хвостоколообразным Dasyatis chrysonota размножаются яйцеживорождением. Эмбрионы развиваются в утробе матери, питаясь желтком и гистотрофом. Не являются объектом целевого промысла. В качестве прилова попадаются при донном тралении. Представляют некоторый интерес для рыболовов-любителей.

## Таксономия и филогенез
Впервые Dasyatis chrysonota был научно описан в 1828 году. Неотип представляет собой взрослого самца длиной 82,5 см с диском шириной 48,1 см, пойманного у берегов Восточно-Капской провинции на глубине 53 м. Видовой эпитет происходит от слов др.-греч. χρυσός — «золотой» и др.-греч.  νῶτος — «спина». Ранее этот вид путали с морским котом и Dasyatis marmorata, которые не встречаются в ареале Dasyatis chrysonota.

## Ареал и места обитания
Dasyatis chrysonota обитают в юго-восточной части Атлантического и в западной части Индийского океана побережья Анголы, Намибии и ЮАР. Эти скаты распространены в прибрежной зоне на глубине до 100 м. Подобно большинству хвостоколов они ведут донный образ жизни. Совершают сезонные миграции летом приплывая в мелкие бухты, а зимой уходя на глубину.

## Описание
Грудные плавники этих скатов срастаются с головой, образуя ромбовидный плоский диск. Рыло вытянутое и заострённое в виде треугольника. Позади глаз имеются брызгальца. На вентральной поверхности диска расположены 5 жаберных щелей, рот и ноздри. Между ноздрями пролегает лоскут кожи с бахромчатым нижним краем. Рот изогнут в виде дуги. Зубы выстроены в шахматном порядке и образуют плоскую поверхность. Широкие брюшные плавники закруглены. Хвост в виде кнута длиннее диска. Как и у других хвостоколов на дорсальной поверхности в центральной части хвостового стебля расположен зазубренный шип, соединённый протоками с ядовитой железой. Периодически шип обламывается и на его месте вырастает новый. Окраска дорсальной поверхности диска зелёного цвета с многочисленными, сливающимися друг с другом золотистыми пятнами. Максимальная зарегистрированная ширина диска 75 см.

## Биология
Подобно прочим хвостоколообразным Dasyatis chrysonota относится к яйцеживородящим рыбам. Эмбрионы развиваются в утробе матери, питаясь желтком и гистотрофом. В помёте 1—5 новорожденных, ширина их диска составляет 17—20 см. Беременность длится около 9 месяцев. Самцы и самки достигают половой зрелости при ширине диска 40,8 см и 50 см в возрасте 5 и 7 лет соответственно. Максимальная зарегистрированная продолжительность жизни самок 14 лет, а самцов 9 лет.

## Взаимодействие с человеком
Dasyatis chrysonota не являются объектом целевого лова. Попадаются в качестве прилова при коммерческом промысле путём донного траления. Их ловят на крючок рыболовы-любители. Пойманных рыб после измерения и взвешивания обычно отпускают живыми. Вдоль южноафриканского побережья в некоторых бухтах траление запрещено. Международный союз охраны природы присвоил этому виду статус сохранности «Вызывающий наименьшие опасения».